# Malina (Vorname)
Malina ist ein weiblicher Vorname.

## Herkunft und Bedeutung
1. schwedisch: eine Koseform von Magdalena
2. slawisch: vom slawischen Wort für Himbeere abgeleitet
3. grönländisch: Sonnengöttin in der Grönländischen Mythologie, siehe Malina (Mythologie)

## Bekannte Namensträgerinnen
- Malina (Sängerin) (* 1967), bulgarische Sängerin
- Malina Ebert  (* 1978), polnische Schauspielerin
- Malina Marie Michalczik (* 2001), deutsche Handballspielerin
- Mălina Olinescu (1974–2011), rumänische Sängerin
- Laura Malina Seiler (* 1986), deutsche Schriftstellerin
- Malina Weissman (* 2003), US-amerikanische Kinderdarstellerin und Model